# 法加尼亚
法加尼亚（義大利語：Fagagna），是意大利乌迪内省的一个市镇。总面积37平方公里，人口6306人，人口密度170.4人/平方公里（2009年）。ISTAT代码为030037。